# Killing Helsinki
Killing Helsinki es el primer y único álbum en vivo de la banda The Project Hate MCMXCIX, lanzado el 12 de abril de 2003. Se compone de grabaciones en vivo en Helsinki, Finlandia en el cual tocan las canciones de sus dos primeros álbumes, Cybersonic Superchrist y When We Are Done, Your Flesh Will Be Ours, además de algunas canciones de su primer demo como bonus. Inicialmente el álbum iba a ser material de uso exclusivo para el webmaster de la banda, Marco, pero como la calidad del material estaba muy por encima de los resultados esperados (ya que se creía que era de baja calidad) fue lanzado en CD.

## Lista de canciones
1. I Smell Like Jesus… Dead! - 8:01
2. Forsaken By the Naked Light of Day - 6:26
3. Can’t Wait - 7:01
4. The Divine Burning of Angels - 7:28
5. Christianity Delete - 8:19
6. With Desperate Hands So Numb - 7:55
7. With Desperate Hands So Numb (Demo) - 7:33
8. Selfconstructive Once Again (Demo) - 7:16
9. Oceans of Seemingly Endless Bleeding (Demo) 5:43

## Integrantes
- Lord K. Philipson - guitarra
- Jörgen Sandström - voz, bajo
- Mia Ståhl - voz
- Peter S. Freed - guitarra
- L Goran Petrov (Entombed) - voz en las tres canciones del demo